# Actio tributoria
Actio tributoria (tributorna tužba) u rimskom pravu spada u skupinu tužbi protiv imaoca vlasti actiones adiecticiae qualitatis (adjekticijske tužbe).
Uvedena je zbog osobitih zahtjeva trgovinskog prometa kojima actio de peculio nije udovoljavala. Primjenu je ova vrsta adjekticijske tužbe nalazila u situacijama kada bi rob ili slobodna osoba alieni iuris uz gospodarevo znanje upotrijebila cijeli ili dio pekulija da bi vodila trgovinski ili koji drugi obrt. Ova vrsta tužbe predviđa izravnu odgovornost imatelja vlasti koji je dolozno oštetio vjerovnike pri raspodjeli pekulija.
Gospodarova scientia minimalni je subjektivni zahtjev za tributornu tužbu. Osnovne pretpostavke za podizanje actio tributoria su scientia domini, tributio dolosa i merx peculiaris. Sporna pitanja koja se nameću u svezi s ovom tužbom su actio ex delicto i actio ex contractu.
Za namirenje ranije vrste tužbe de peculio služi cijeli pekulij (merx peculiaris) u koji spada i roba. Stoga je actio de peculio sigurnije pravno sredstvo od kasnije actio tributoria. Drugi element koji daje na većoj sigurnosti jest načelo prioriteta odnosno prvi vjerovnik koji je tražio i ostvario namirenje svoje tražbine nije bio obvezan na refundiranje ostalim vjerovnicima koji bi se javili naknadno sa svojim zahtjevima. Isto vrijedi i ako je postigao osudu na platež. Actio tributoria povoljnija je za vjerovnike od actio de peculio.Ima situacija kad je tužitelju probitačnije tužiti s actio de peculio umjesto s actio tributoria.
U trgovinskom i pravnom životu kasne Rimske Republike pojavili su se specifični zahtjevi koje 'actio de peculio nije mogla ispuniti pa je uvedena actio tributoria. Kod obiju postoji procesna istovjetnost i u početku su se skupa razvijale a poslije su ju zbog zajedničkog "trgovinskog" karaktera asimilirale actiones exercitoria i institoria